# صبح، ظهر و شب
صبح، ظهر و شب (به انگلیسی: Morning, Noon and Night) نام رمانی است که توسط سیدنی شلدون نوشته شده است.